# Xonotla, Puebla
Xonotla är en ort i Mexiko.   Den ligger i kommunen Zacatlán och delstaten Puebla, i den sydöstra delen av landet, 140 km öster om huvudstaden Mexico City. Xonotla ligger 2 145 meter över havet och antalet invånare är 755.
Terrängen runt Xonotla är kuperad norrut, men söderut är den bergig. Runt Xonotla är det ganska tätbefolkat, med 149 invånare per kvadratkilometer. Närmaste större samhälle är Zacatlán, 6,3 km väster om Xonotla. I omgivningarna runt Xonotla växer i huvudsak blandskog.